# Давидюк Михайло Денисович
Миха́йло Дени́сович Давидю́к (нар. 1919, село Рокитниця, тепер Ковельського району Волинської області — ?) — український радянський діяч, начальник Політичного відділу Камінь-Каширської МТС Камінь-Каширського району Волинської області. Депутат Верховної Ради УРСР 3-го скликання.

## Біографія
Народився у селянській родині. Після захоплення радянськими військами Волині у вересні 1939 року працював завідувачем відділку радгоспу села Ворона Ковельського району Волинської області.
Восени 1940 року був призваний до Червоної армії. Під час німецько-радянської війни воював на Південно-Західному фронті. У кінці 1941 року відправлений на будівництво, де працював будівельним майстром і одночасно навчався у вечірньому будівельному технікумі. У вересні 1944 — травні 1946 року — знову в Червоній армії.
З травня 1946 року — начальник будівельної дільниці Станіславського обласного будівельно-монтажного управління, інженер міського відділу комунального господарства, завідувач Станіславського міського відділу культосвітньої роботи.
Член ВКП(б) з 1946 року.
У 1947—1949 роках — слухач Львівської дворічної партійної школи.
У 1949—1950 роках — 2-й секретар Камінь-Каширського районного комітету КП(б)У Волинської області.
З січня 1950 року — начальник політичного відділу Камінь-Каширської машинно-тракторної станції (МТС) Камінь-Каширського району Волинської області.

## Нагороди
- медаль «За доблесну працю у Великій Вітчизняній війні 1941—1945 років»
- медаль «За перемогу над Німеччиною у Великій Вітчизняній війні 1941—1945 років»